# George Adams (Jurist)
George Adams (* 1. August 1784 in Lynchburg, Virginia; † 14. August 1844 in Jackson, Mississippi) war ein US-amerikanischer Jurist und Politiker. Nach seiner Berufung durch Präsident Andrew Jackson fungierte er von 1836 bis 1838 als Bundesrichter.

## Werdegang
Nach seinem Schulbesuch ließ sich George Adams zum Juristen ausbilden und wurde 1810 als Anwalt zugelassen. Bis 1825 betrieb er eine Praxis in Frankfort, der Hauptstadt von Kentucky. Während dieser Zeit saß er auch zweimal als Abgeordneter im Repräsentantenhaus von Kentucky: zwischen 1810 und 1811 sowie im Jahr 1814. Er zog 1825 nach Natchez in Mississippi und praktizierte dort bis 1827 zunächst ebenfalls als privater Anwalt. Von 1828 bis 1829 war er Attorney General des Staates Mississippi, ehe er in seine eigene Praxis zurückkehrte. Im Jahr 1830 trat er als United States Attorney für den Distrikt von Mississippi erneut in Regierungsdienste und verblieb in diesem Amt bis 1836.
Am 12. Januar 1836 wurde Adams von Präsident Jackson zum Richter am Bundesbezirksgericht für den Distrikt von Mississippi ernannt. Nach der Bestätigung durch den Senat der Vereinigten Staaten acht Tage später konnte er die Nachfolge von Powhatan Ellis antreten, den Andrew Jackson zum Gesandten in Mexiko bestellt hatte. Am 18. Juni 1838 wurde das Bundesbezirksgericht für Mississippi in einen nördlichen und einen südlichen Distrikt aufgeteilt, wobei Adams als Richter an beiden Gerichtshöfen verblieb. Bereits am 30. September desselben Jahres reichte er seinen Rücktritt als Bundesrichter ein; sein Nachfolger wurde Samuel Jameson Gholson. Bis zu seinem Tod im Jahr 1844 war er in Jackson, der Hauptstadt Mississippis, wieder als Rechtsanwalt tätig.